# عبد الحي يوسف
الدكتور عبد الحي يوسف «أبو عمر» من مواليد القاهرة عام 21 رجب 1384 هـ الموافق 25 نوفمبر 1964م وهو داعية إسلامي سوداني.
تخرج في الجامعة الإسلامية بالمدينة المنورة في كلية الشريعة عام 1406 ـ 1407هـ.
أتم الدراسات العليا في جامعة الخرطوم عام 1418هـ ـ 1998م.
يعمل الآن عميدا لكلية الدراسات الإسلامية جامعة إفريقيا، كما أنه إمام وخطيب مجمع خاتم المرسلين الإسلامي بالخرطوم. وإن لم يكن متقيداً بالمذهب المالكي مقلداً لعلمائه إلاّ أنه يميل إليه ولا سيما في المسائل التي لم يتحرر له بحثها.
وله موهبة في الخطابة ساعده عليها مِلك حافظة جيدة، واستقامة لسان فقل أن يلحن هذا الشيخ في حرف أثناء ارتجاله الكلام، ولغته فصيحة عالية في الجملة.
وقد جمع حوله نفراً من الأتباع.
قل أن يكاشح إسلامياً -وإن كان منحرفاً عنده- بالعداء، إلاّ الشيعة الذين يدعوهم بالرافضة الإثني عشرية ومن كان نحوهم، فله معهم عداء معلناَ.
وهو في المقابل شديد على من يسميهم بالصلبيين وأذنابهم ومنهم العلمانيين والتغريبيين وكذا الشيوعيين ومن هؤلاء في مكاشحة الدين والكيد له.

## التعليم
نشأ الشيخ د. عبد الحي يوسف بمصر مدينة القاهرة حيث تلقى فيها تعليمه الأولي، وواصل تعليمه بالسودان حتى الثانوية بالمدرسة الإنجيلية وأحرز في الشهادة السودانية نسبة عالية وكان من المتفوقين وتم قبوله بجامعة الخرطوم كلية التجارة ولكنه لم يكمل فيها عامه الأول نسبة لقبوله بالجامعة الإسلامية بالمدينة المنورة بذات العام، انتقل بعدها إلى المملكة العربية السعودية وحفظ القرآن بالمسجد النبوي وتلقى تعلميه بالجامعة الإسلامية بالمدينة المنورة على يد أساتذة أجلاء وتابع دروس المشايخ وحلقات العلم بالمسجد النبوي خلال فترة دراسته. تابع الدراسات العليا بالسودان ونال درجتي الماجستير والدكتوراه أثناء فترة عمله بجامعة القرآن الكريم وجامعة الخرطوم.

## الحالة الأسرية
متزوج وله عدد من البنين والبنات.

## العمل
- عضواً في العديد من المنظمات الخيرية.
- كما أنه إمام وخطيب مسجد خاتم المرسلين - ﷺ - بحي الدوحة بالخرطوم.
- سافر الشيخ إلى عدة دول وحضر عدة مؤتمرات في الخارج فمن الدول التي زارها الشيخ وألقى فيها عدة محاضرات:
- 1.  الولايات المتحدة.
- 2.  المملكة المتحدة، برمنغهام له فيها درس سنوي تنظمه الجالية السودانية هناك.
- 3.  السويد
- 4.  تركيا
- 5.  الجزائر
- 6.  الإمارات العربية المتحدة - قبل ترحيله بسبب آرائه - سابقا.
- 7.  قطر
- 8.  مصر
- 9. وغيرها من الدول التي ليس هذا هو محلها
- للشيخ العديد والكثير من الدروس والمحاضرات المقامة في المساجد والجامعات والمنظمات وغيرها منها درسه في مجمع خاتم المرسلين بعد صلاة الفجر في شرح بلوغ المرام لابن حجر ودرس التفسير الواضح لآيات الذكر الحكيم في نفس المسجد بعد صلاة المغرب.
- وشارك الشيخ في كثير من القوافل الدعوية التي تقيمها منظمة المشكاة الخيرية وطاف على جميع ولايات السودان تقريبا حيث يقضي بضعة أيام في كل ولاية في فترات متقطعة من كل عام.
- كذلك له العديد من المؤلفات والكتب التي يجري الآن طباعتها ونشرها في المكتبات ودور العلم أشهرها شرح الأربعين النووية الذي كتبه مؤخرا وكتاب (واجب العلماء نحو الأمة).
- أيضا للشيخ العديد من الطلاب الأعلام مثل د. عبد المحمود يوسف الذي تتلمذ على يد شيخنا الفاضل ود.علي الشايب وغيرهم من الطلاب الحدثاء.
- للشيخ العديد من المعارف من العلماء الإعلام والذين يستضيفهم في السودان في برامج دعوية وحلقات علمية دورية وعبر شاشة قناة طيبة الفضائية.
- وللشيخ مواقف من قضايا الأمة الإسلامية في فلسطين وأفغانستان والشيشان وبورما، كما زار دارفور زيارات متتالية منذ بدء الحرب القبلية فيها وله اهتمام بمعسكرات النازحين الارتريين في السودان.
- واشتهر الشيخ د. عبد الحي يوسف بالطرح الجريء من المنابر فكان له الأثر في تغيير بعض القرارت داخل البلاد.[1]
- كما شارك الشيخ في العديد من المناسبات وحضر العديد من المؤتمرات أشهرها مؤتمر الأقصى عقيدة المقام بجامعة إفريقيا العالمية.

## قضية الوزيرة ولاء البوشي
رفعت الوزيرة ولاء البوشي دعوى قضائية ضد عبد الحي على خلفية اتهامه لها بـ«الردة عن الإسلام والزندقة» لرعايتها مسابقة خاصة بكرة القدم النسائية، 
إثرخطبة الجمعة (4 أكتوبر 2019) بمسجد «خاتم المرسلين» في ضاحية جبرة بجنوبي العاصمة السودانية الخرطوم، والتي أثارت الكثير من الجدل والمخاوف، حيث اعتبر وزير الشؤون الدينية والأوقاف، نصر الدين مفرح، أن عبد الحي يسعى للفتنة. وأعلن رئيس مجلس الوزراء السوداني، عبد الله حمدوك، مساندته الكاملة لوزيرة الشباب والرياضة ولاء البوشي في معركتها القضائية ضد الشيخ عبد الحي يوسف. ودعى إلى «الاحتفاء بالتنوع ووضع نهاية لخطاب الكراهية والتطرف الديني».

## قناة طيبة
في 30 ديسمبر 2019، أصدر وزير الثقافة والاعلام في السودان فيصل محمد صالح، قرار إيقاف بث شركة الأندلس للإنتاج الاعلامي والتوزيع، التي تبث عبرها قناة طيبة الفضائية المملوكة لعبد الحي يوسف.